# 8783 Gopasyuk
8783 Gopasyuk este un asteroid din centura principală de asteroizi.

## Descriere
8783 Gopasyuk este un asteroid din centura principală de asteroizi. A fost descoperit pe 13 martie 1977 la Observatorul de Astrofizică din Crimeea de Nikolai Cernîh. El prezintă o orbită caracterizată de o semiaxă mare de 2,29 ua, o excentricitate de 0,15 și o înclinație de 5,2° în raport cu ecliptica.